# لشكر إسلام
لشكر إسلام (بالأردية: لشكرِ اسلام)، (أو جيش الإسلام حرفيًا) هي جماعة إسلامية سلفية جهادية مسلحة تنشط في ولاية خيبر، والمناطق القبلية الخاضعة للإدارة الاتحادية في باكستان. تأسست عام 2004 من قبل مفتي منير شاكر. وآخر زعيم للجماعة هو منجال باغ. في 12 مارس 2015 أعلنت لشكر إسلام انضمامها إلى طالبان باكستان، حظرت باكستان المنظمة في يونيو 2008.
حاليًا يوجد مقر لشكر إسلام في أفغانستان، حيث يوجد حاليًا حوالي 500 عضو من جماعة لشكر إسلام مع مانجال باغ في أفغانستان. يدعي سكان مقاطعة أشين في أفغانستان أن الحكومة الأفغانية تستضيف بسخاء أعضاء الجماعة، ويُسمح لأعضاء الجماعة برفع علم جماعتهم على منازلهم.